# 曝光补偿
曝光补偿也称为EV（曝光值）调整，是指在摄影过程中通过对曝光值的调整，以达到最佳效果的一种技术手段。虽然有些照相机能够自动运算得出曝光值，但是得到的未必绝对正确，而且也可能不是拍摄者所想要的。这时拍摄者可以根据需要调整曝光补偿。曝光补偿增加1EV，相当于曝光值（EV）减少1，即进光量增加一倍，可以使图像更亮；反之则图像会更暗。
曝光值的改变是通过改变f值和快门速度来实现的。如果相机采用光圈优先模式，则改变的是快门速度；如果相机采用快门优先模式，则改变的是f值。

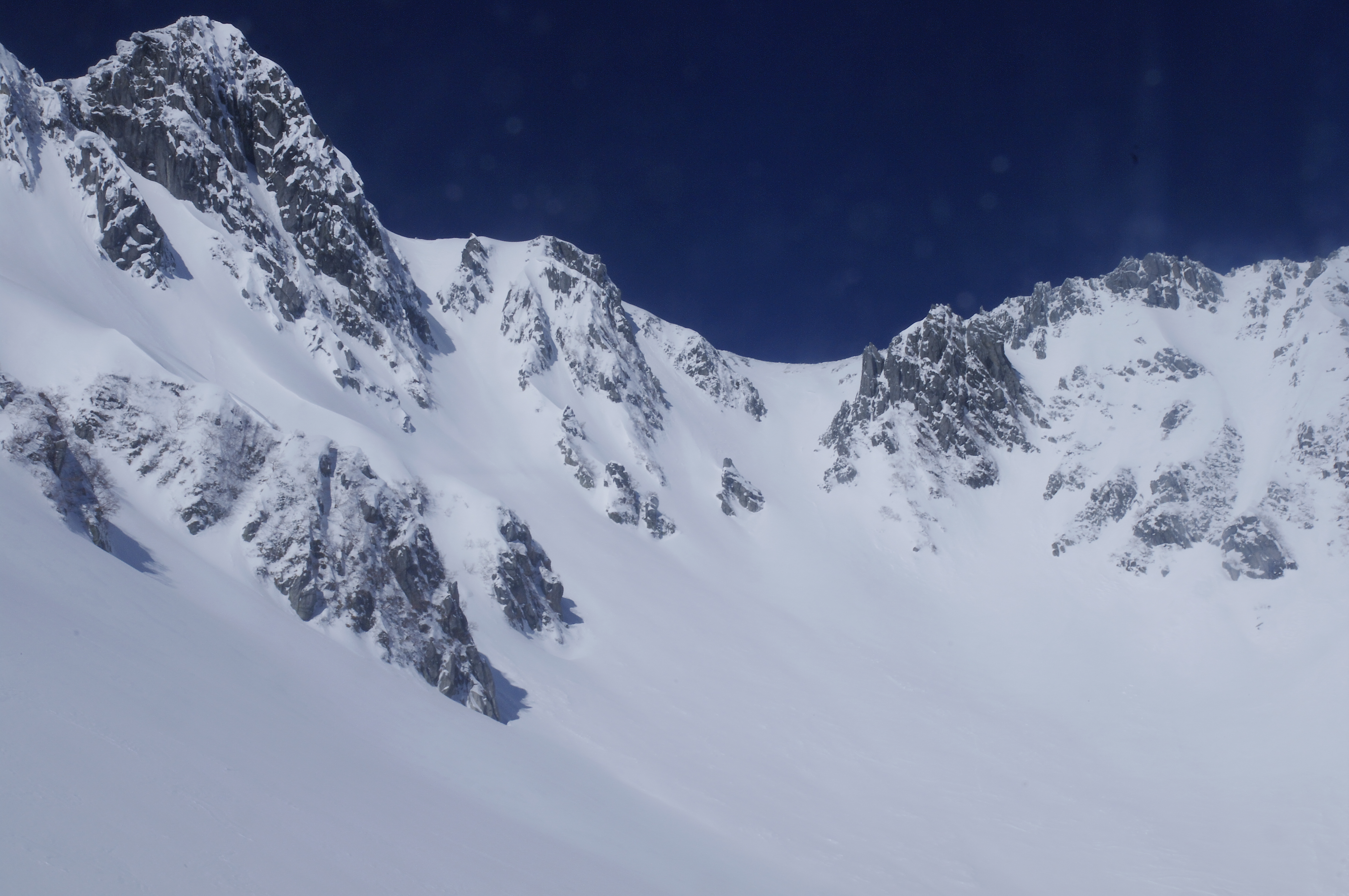
未使用曝光补偿
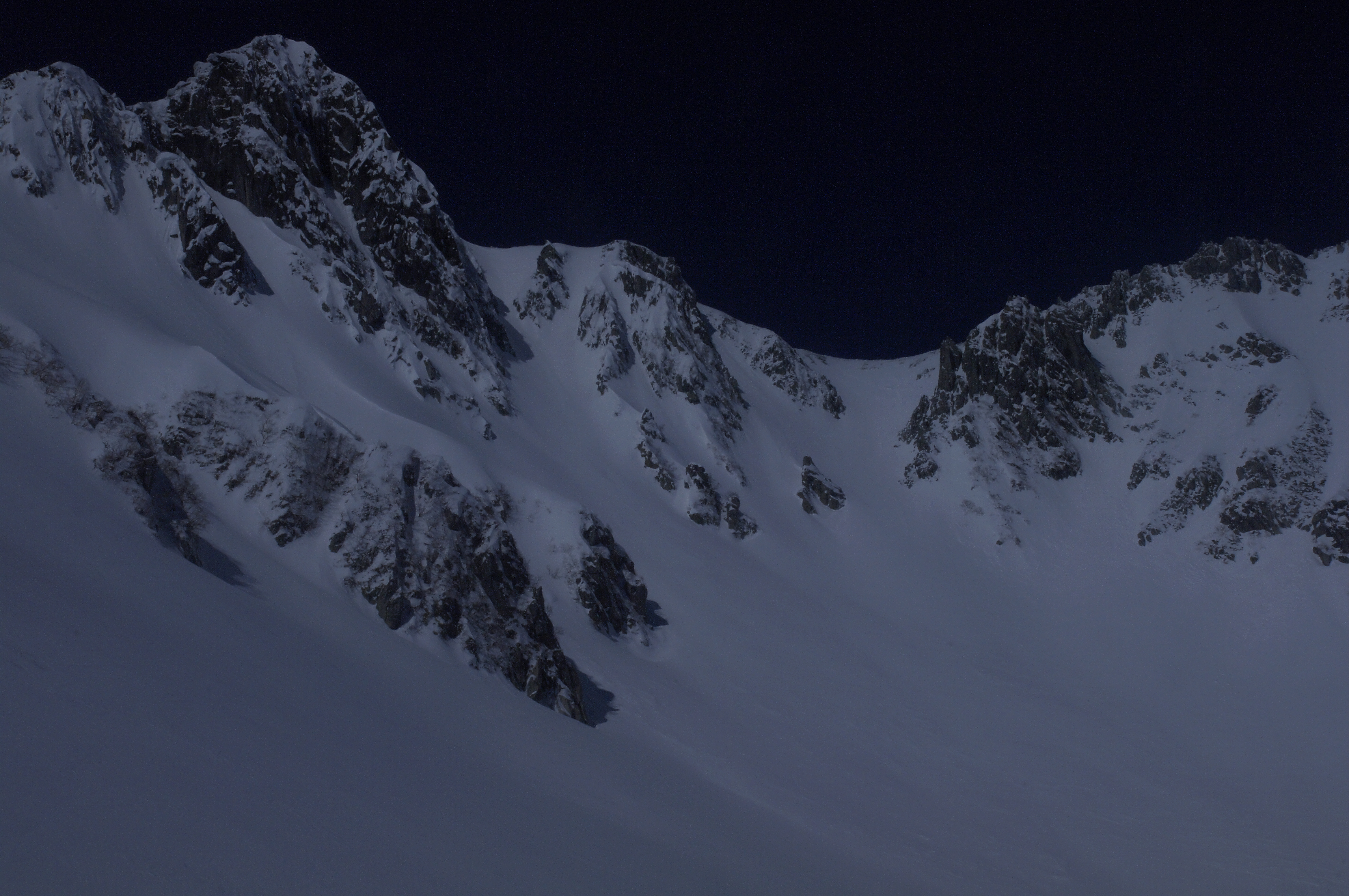
曝光补偿-2EV

## 外部連結
- 佳能（中国）：什么是曝光补偿 （页面存档备份，存于）
- 数码摄影网：曝光补偿（Exposure Compensation）
- 蜂鸟网：摄影基础知识 使用"曝光补偿"功能上篇 （页面存档备份，存于）
- 太平洋电脑网：曝光补偿的运用 （页面存档备份，存于）